# Dipsas albifrons
Dipsas albifrons ist eine Natternart aus der Unterfamilie Dipsadinae, die im Südosten Brasiliens verbreitet ist.

## Merkmale

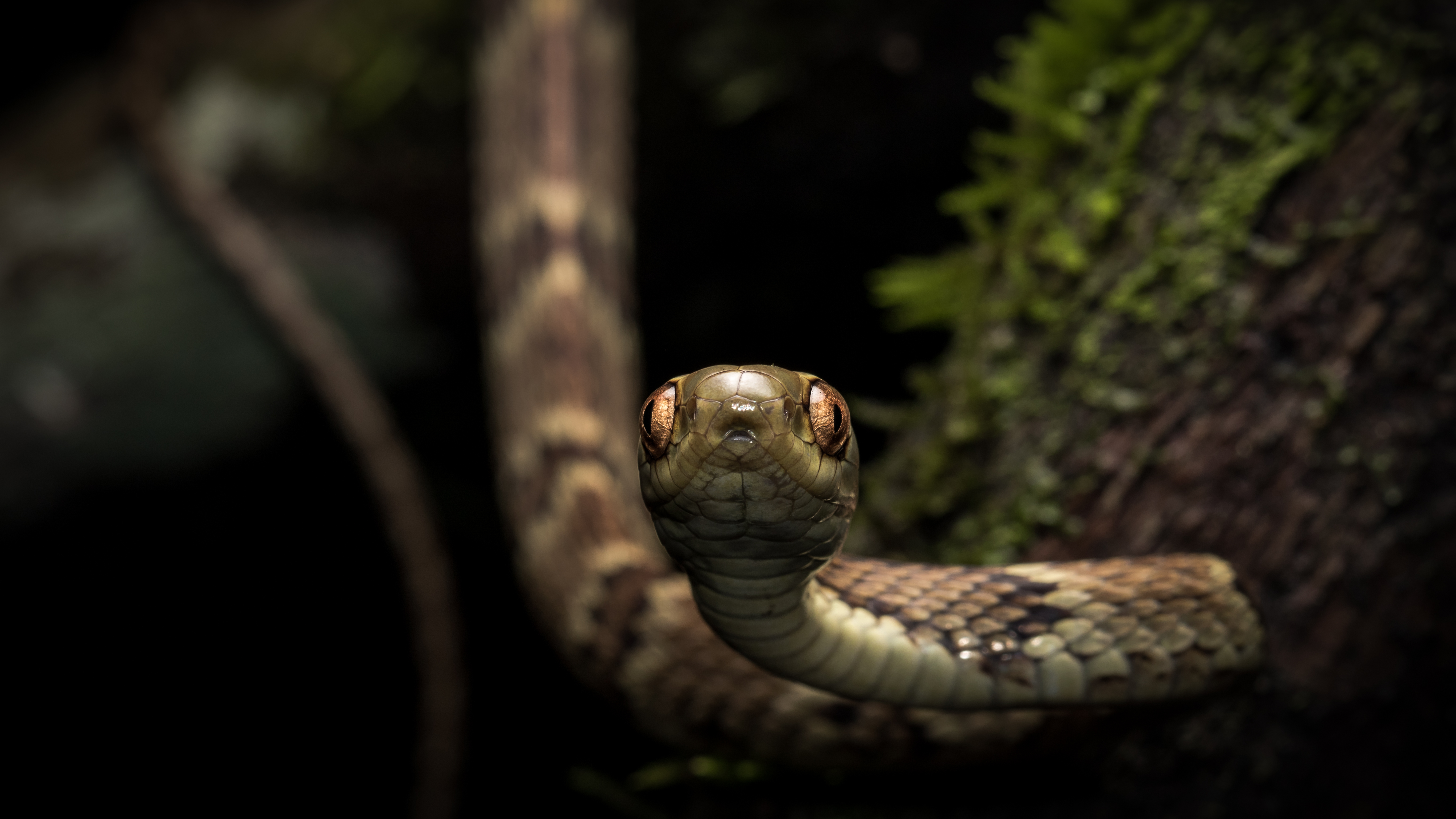
Dipsas albifrons im Parque Estadual Serra do Mar in São Paulo

Die kleine Schlangenart erreicht eine Kopf-Rumpf-Länge von bis zu 59 Zentimetern. Die Weibchen sind etwas größer als die Männchen.
Dipsas albifrons unterscheidet sich von anderen Arten der Gattung unter anderem durch die folgenden Merkmale: Die Anzahl der dorsalen Schuppenreihen beträgt 15 und die Wirbelschuppenreihe ist nicht oder nur leicht vergrößert. Das dorsale Muster besteht aus unregelmäßigen Flecken, die weniger als halb so breit wie die Zwischenräume ausfallen. Der Hemipenis ist nicht gegabelt.

## Lebensweise
Die Art lebt nachtaktiv auf Bäumen und anderer Vegetation. Sie ernährt sich wie andere Schlangen der Gattung Dipsas von Schnecken.
Dipsas albifrons ist ovipar. Die relativ kleinen Gelege aus ein bis acht Eiern werden von den Weibchen während der Regenzeit gelegt. Je größer die Weibchen, desto höher fällt die Anzahl der gelegten Eier aus. Die Jungtiere schlüpfen aus diesen gegen Ende der Regenzeit.

## Vorkommen
Dipsas albifrons ist im Süden bis Südosten Brasiliens in der Ökoregion der tropischen bis subtropischen Mata Atlântica endemisch, d. h. ausschließlich dort verbreitet. Sie findet sich in den Bundesstaaten Santa Catarina, São Paulo, Mato Grosso, Espírito Santo, Rio de Janeiro, Minas Gerais und im äußersten Süden von Bahia. Vor der Küste von São Paulo wurde sie auf der Insel Queimada Grande, die für ihre hohe Populationsdichte an Insel-Lanzenottern berüchtigt ist, sowie auf Alcatrazes und Ilhabela beobachtet und im Bundesstaat Santa Catarina auf der gleichnamigen Insel Santa Catarina.

## Gefährdung und Schutz
Die IUCN stuft die Art aufgrund ihres großen Verbreitungsgebiets als nicht gefährdet ein. Sie kommt zudem in mehreren Schutzgebieten vor. Auf einigen der Inseln sind die Populationen jedoch bedroht. So ist auf Queimada Grande ein Teil des Waldbestands durch Waldbrände zerstört worden. Der Wald breitet sich nur sehr langsam wieder aus, sodass eine vollständige Erholung der Waldfläche dort noch Jahrzehnte dauern könnte. Andernorts nimmt der Lebensraum durch Abholzungen ab, auch wenn diese in der Mata Atlântica weniger stark stattfinden als in anderen Regionen Brasiliens. Stand 2008 waren nur noch 34 Prozent des Verbreitungsgebiets von Dipsas albifrons von ursprünglicher Vegetation bedeckt, dennoch weist die Art insgesamt immer noch ein großes Verbreitungsgebiet auf.
Um das Ökosystem auf dem Archipel Alcatrez zu schützen, wurde ein Memorandum of Understanding (MoU) zwischen der Naturschutzbehörde Instituto Chico Mendes de Conservação da Biodiversidade (ICMBio) und der brasilianischen Marine vereinbart.

## Taxonomie und Forschungsgeschichte
Die Art wurde 1884 von dem französischen Zoologen Henri Émile Sauvage als Dipsodomorus albifrons wissenschaftlich erstbeschrieben. Der Artname setzt sich aus den beiden lateinischen Wörtern albus („weiß“) und frons („Stirn)“ zusammen und bezieht sich auf ein Körpermerkmal der Art.
1960 legte der amerikanische Herpetologe James A. Peters eine umfassende taxonomische Überarbeitung der Dipsadinae vor. Die Gattung Dipsas teilte er dabei in sieben Artengruppen ein und sortierte D. albifrons darin in die D. variegata-Gruppe zu D. variegata und D. incerta. Diese Gruppe definierte er über 15 dorsale Schuppenreihen und ein Muster von dorsalen, querlaufenden schmalen Flecken.
Die auf der Insel Queimada Grande lebende Population wurde 1950 von Hoge basierend auf vier weiblichen Exemplaren als Unterart Dipsas albifrons cavalheiroi beschrieben. Diese grenzte er von der Nominatform durch eine niedrigere Zahl an Ventralia und Subcaudalia und eine rundere Form der dorsalen Schuppen ab. Die Unterart wurde 2005 von Passos et al. wieder mit der Art synonymisiert. In derselben Arbeit wurde ein Lectotypus für Dipsas albifrons beschrieben. Das adulte Weibchen befindet sich im Instituto Butantan.